# Carl Axel Reuterswärd

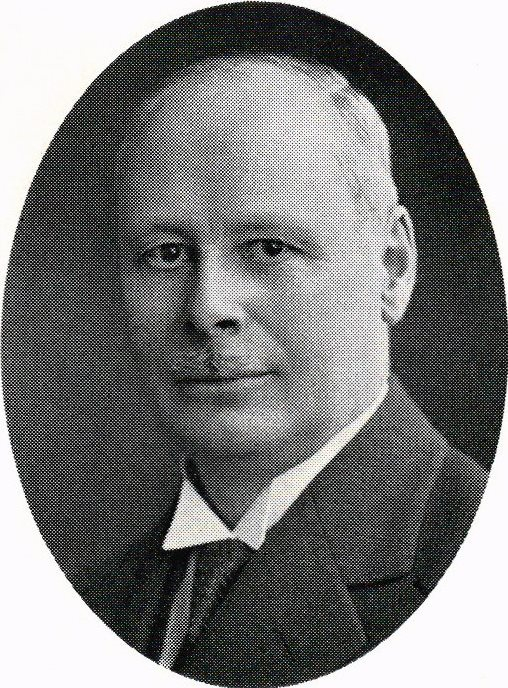
Carl Axel Reuterswärd

Carl Axel Reuterswärd, född 4 december 1875 i Bäcks församling, Skaraborgs län, död 19 juni 1963 i Slottsstadens församling, Malmö, var en svensk ingenjör.  
Reuterswärd var son till löjtnant Fredrik Reuterswärd och Sofia Andersson. Han studerade vid högre allmänna läroverket och tekniska elementarskolan i Örebro 1885–92 samt avlade avgångsexamen vid avdelningen för maskinteknik vid Chalmers tekniska läroanstalt 1896. Han praktiserade vid Statens Järnvägars lokomotivverkstäder i Göteborg 1896, var arbetsledare vid Eksjö stads vatten- och elverksanläggningar 1897, ritare vid en byggnadsfirma i Göteborg 1898 och posthavande ingenjör vid Göteborgs stads byggnadskontor 1898–99.
År 1900, då Göteborgs spårvägar skulle elektrifieras, blev Reuterswärd direktörsassistent under Sigfrid Edström. Han var under åren 1903–06 kvar på samma befattning även under den nye spårvägsdirektören Erland Zell. År 1907 flyttade han dock till Jönköping, där han blev chef för Jönköpings elektricitetsverk och spårvägar och 1924–27 var chef för Jönköpings kommunala affärsverk. Han var 1917–27 även verkställande direktör i Södra Vätterns Kraft AB. År 1927 återvände han till Göteborg, där han var spårvägsdirektör till 1943. Han är bland annat känd för sin utredning från 1934, i vilken han förordade en framtida satsning på tunnelbana i Göteborg och presenterade ett förslag till en sådan anläggning.
Reuterswärd var ledamot av styrelsen för Järnvägs AB Göteborg-Särö 1930–43, av styrelsen för Svenska Spårvägsföreningen 1910–43, för Svenska Elverksföreningen 1912–24, för Chalmersska Ingenjörsföreningen 1930–33, vice ordförande i Tekniska samfundet i Göteborg 1930–32, ordförande i avdelningen där för elteknik 1933–34 och i Svenska Lokaltrafikföreningen 1940–43. Han skrev ett flertal artiklar i eldriftfrågor i Teknisk Tidskrift och var ledamot av Svenska Teknologföreningen från 1907.
Reuterswärd mottog Göteborgs stads förtjänsttecken den 4 juni 1948.
År 2005 uppkallades C A Reuterswärds gata i Gårda efter honom.